# نبرد بیت حانون
نبرد بیت حانون در ۲۷ اکتبر ۲۰۲۳ در بحبوحه تهاجم اسرائیل به نوار غزه در سال ۲۰۲۳ آغاز شد. در ۱۸ دسامبر ۲۰۲۳، نیروهای اسرائیلی پیش از موعد اعلام کردند که کنترل کامل بیت حانون را در اختیار دارند و گردان بیت حانون حماس را منهدم کرده‌اند. با این حال، درگیری‌ها در شهر ادامه یافت. نیروهای اسرائیلی در ۲۴ دسامبر از این شهر عقب‌نشینی کردند. پس از آن، برخی از مبارزان فلسطینی به داخل شهر نفوذ کردند و حملاتی را علیه نیروهای اسرائیلی به سمت شرق انجام دادند.

## نبرد
- در ۲۷ اکتبر، حماس اعلام کرد که شاخه نظامی‌اش در حال رویارویی با نیروهای دفاعی اسرائیل (IDF) در بیت حانون در شمال غزه است.[۷] منابع طرفدار فلسطین اعلام کردند که ارتش اسرائیل یک شبه «تهاجم بسیار محدود» به حومه بیت حانون انجام داده است.[۸] در همان روز، حماس گفت که آنها «تهاجم زمینی اسرائیل به بیت حانون را خنثی کردند.»[۹]
- در ۳۱ اکتبر، نیروهای اسرائیلی مدعی شدند که برای محاصره شهر غزه به سمت حومه بیت حانون پیشروی کرده‌اند تا عملیات پاکسازی را انجام دهند.[۱۰]
- در اول نوامبر، حماس اعلام کرد که چندین تانک و خودروی زرهی اسرائیلی از جمله حداقل چهار تانک مرکاوا اسرائیل را با استفاده از نارنجک‌های راکتی ضد تانک یاسین ۱۰۵ در بیت حانون منهدم کرده است.[۱۱] گردان‌های القسام همچنین مدعی شدند که با استفاده از یک کوادکوپتر، تجمع سربازان ارتش اسرائیل را در نزدیکی بیت حانون بمباران کرده‌اند.[۱۲] روز بعد، منابع طرفدار فلسطین گزارش دادند که نیروهای اسرائیلی از شرق و جنوب به عنوان بخشی از تلاش برای محاصره و پیشروی در بیت حانون در حال پیشروی هستند.[۱۳]
- در ۴ نوامبر، ارتش اسرائیل به پیشروی خود در بیت حانون ادامه داد. درگیری‌ها در خیابان الکرامه، خیابان اصلی شمالی- جنوبی شهر رخ داد. گردان‌های القسام تصاویری از مانور شبه نظامیان خود در سامانه‌های تونلی در بیت حانون و حمله به نیروهای اسرائیلی با سلاح‌های مختلف منتشر کرد.[۱۴]
- در ۱۱ نوامبر، ارتش اسرائیل اعلام کرد که چهار سرباز اسرائیلی در یک تله انفجاری در بیت حانون کشته شدند، در حالی که یک سرباز دیگر در نبردهای شمال کشته شد.[۱۵]
- در ۱۵ نوامبر، حماس اعلام کرد که چهار خودروی اسرائیلی را با راکت‌های یاسین ۱۰۵ در بیت حانون منهدم کرده است.[۱۶]
- در ۱۸ دسامبر ۲۰۲۳، ارتش اسرائیل ادعا کرد که کنترل کامل بیت حانون را به دست گرفته و گردان بیت حانون حماس را منهدم کرده است.[۳][۴]
- در ۲۰ دسامبر، اسرائیل به انجام عملیات در داخل منطقه روی آورد، در حالی که حماس به حملات خود علیه نیروهای اسرائیلی با سلاح‌های سبک ادامه داد.[۱۷]
- در ۲۴ دسامبر، نیروهای اسرائیلی در بحبوحه نبردهای شدید با گروه‌های شبه نظامی فلسطینی از بیت حانون عقب‌نشینی کردند. غیرنظامیان بازگشته به خرابه‌های شهر گزارش دادند که هیچ وسیله نقلیه ای در معرض دید نیست. نیروهای اسرائیلی به گلوله‌باران شهر ادامه می‌دهند.[۱۸] ساکنان سابق بیت حانون پس از عقب‌نشینی نیروهای اسرائیلی از شهر به بقایای این شهر بازگشتند. ویرانی کل شهر را فراگرفته بود و ساکنان گفتند که «همه سازه‌ها ویران شده‌اند».[۱۹]
- در ۲۶ دسامبر، حماس با یک بمب دست‌ساز به نیروهای اسرائیلی که در حال انجام عملیات بودند، حمله کرد.[۲۰]
- در ۱۵ ژانویه ۲۰۲۴، در حالی که شبه نظامیان فلسطینی شروع به نفوذ به مناطقی کردند که قبلاً توسط ارتش اسرائیل در شمال غزه پاکسازی شده بود، گردان‌های قدس یک فروند موشک از بیت حانون به سمت جنوب اسرائیل شلیک کردند.[۲۱]
- در ۴ آوریل، تیپ ۷۶۴۳ گفن ارتش اسرائیل (لشکر غزه) و گردان نتزه یهودا (تیپ ۹۰۰ کفر، لشکر ذخیره ۹۹) به پاکسازی مجدد بیت حانون ادامه دادند و مرگ یک فرمانده گروهان حماس را اعلام کردند.[۲۲]
- در ۳۱ مه، ارتش اسرائیل پس از پایان نبرد جبالیا از بیت حانون و تمام مناطق شمال غزه عقب‌نشینی کرد.[۲۳]